# Saintes (Belgique)
Pour les articles homonymes, voir Saintes (homonymie).
Saintes (Sint-Renelde en néerlandais, Sinternele en wallon) est une section de la commune belge de Tubize située en Wallonie, à l'extrémité ouest du Brabant wallon. 
C'était une commune à part entière avant la fusion des communes de 1977.
Le village est essentiellement résidentiel et agricole.

## Géographie

### Hameaux et lieux-dits[2]
- Le Radoux.
- Gehain.
- Saint-Roch.
- Mussain.
- Stéhou.
- Trieu de Troye.
- Try Haut.
- Try Bas.
- Trop.

### Bois
- Bois de Stéhou.

## Démographie
- Sources:INS, Rem:1831 jusqu'en 1970=recensements, 1976= nombre d'habitants au 31 décembre

## Histoire
Le village de Saintes faisait autrefois partie du comté de Hainaut. Il dépendait alors de la châtellenie de Braine-le-Comte. Après la Révolution française, il passa dans le département de la Dyle, puis dans la province de Brabant (arrondissement de Bruxelles jusqu'en 1963, de Nivelles dès cette date).
Des traces d'occupation aux époques préhistorique et gallo-romaine ont été mises au jour sur le territoire de Saintes. La tradition lie le village à la figure de Renelde, sainte locale ayant vécu au VIIe siècle. Ce serait elle qui aurait fait don à l'abbaye de Lobbes du domaine mérovingien qu'elle possédait à Saintes. L'abbaye de Lobbes possédait effectivement le village au IXe siècle et y exploitait un vaste domaine, décrit dans le célèbre polyptyque de l'abbaye (868-869). À l'époque féodale, les avoués de Saintes usurpèrent progressivement droits et biens de l'abbaye de Lobbes. Ni le règlement d'avouerie de 1173, ni l'accord de 1465 avec l'abbaye ne les empêchèrent de devenir les véritables seigneurs de la localité. L'abbaye conserva toutefois une très importante seigneurie foncière sur environ deux tiers du territoire. La cense du Laubecq ou ferme de sainte Renelde en était le centre. Une autre abbaye, celle de Ninove, y possédait également un domaine d'une certaine importance, la seigneurie d'Herbecq. Enfin, il existait aussi des seigneuries laïques, Mussain, Pont-à-Wisbecq, et Ramelot.

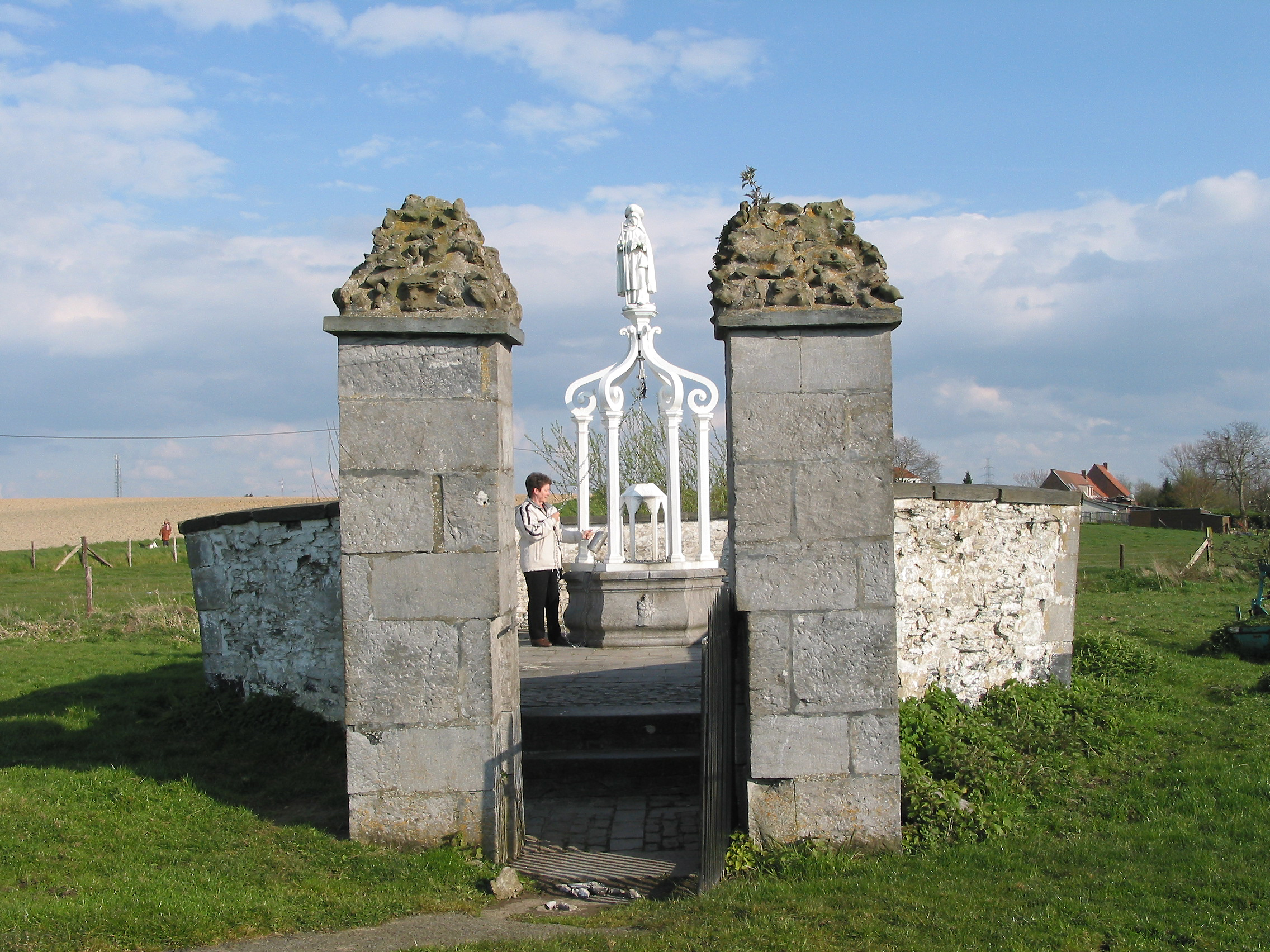
La fontaine Sainte-Renelde (1861).

Jusqu'à ce qu'il s'y construise un château (2e moitié du XVIIe siècle), le seigneur de Saintes exerçait la justice dans la grande salle du corps de logis de la cense du Laubecq, lors des trois plaids généraux annuels. Il possédait également un moulin à vent (aujourd'hui disparu), dont l'existence est attestée au XIVe siècle et qu'il ne faut pas confondre avec le moulin de Saintes actuel, construit en 1775.
Jusqu'à nos jours, le cœur de village bat au rythme de la plus ancienne de ses traditions, le tour Sainte-Renelde, le dimanche de la Trinité. Cette procession à cheval, inchangée depuis l'époque médiévale, accompagne le char de procession et les reliques de sainte Renelde au cours d'un périple de près de 30 km dans les campagnes environnantes.
Saintes a toujours été un lieu de pèlerinage important. On y vient encore de nos jours pour y puiser de l'eau au puits Sainte-Renelde, réputé miraculeux, en particulier pour les maladies de la peau et des yeux.
Saintes est resté principalement rural jusqu'au milieu du XXe siècle, avant de se transformer progressivement en village-dortoir. Il s'est alors couvert de lotissements accueillant majoritairement des navetteurs travaillant à Bruxelles..
En 1977, lors de la réforme, la majeure partie de son territoire fut regroupée avec Tubize. Une petite portion — dont le hameau de Wisbecq — fut rattachée à la nouvelle entité de Rebecq, permettant ainsi de relier Bierghes, Rebecq-Rognon et Quenast.

## Patrimoine culture

### Patrimoine architectural
Saintes fut jadis considéré comme l’un des plus beaux villages de Belgique. Bien que son caractère rural tende de plus en plus à s’effacer, il reste un charmant village aux confins des pays brabançons et hennuyers. Plusieurs de ses monuments sont classés : la tour de l’église Sainte-Renelde (1553), l’Arbre de la Liberté (1830) sur la place du village, le char de procession de Sainte Renelde (1773), le Puits miraculeux Sainte-Renelde (XVIe siècle, 1861) et le moulin à vent de Saintes ou d’Hondzocht (1775). D’un point de vue touristique, le village de Saintes fait partie de l’aire géographique couverte par la Maison du Tourisme du Roman Païs (Nivelles). L’Office du Tourisme et du Patrimoine local est celui de Tubize, installé dans les bâtiments du Musée "de la Porte".

#### L'église Sainte-Renelde

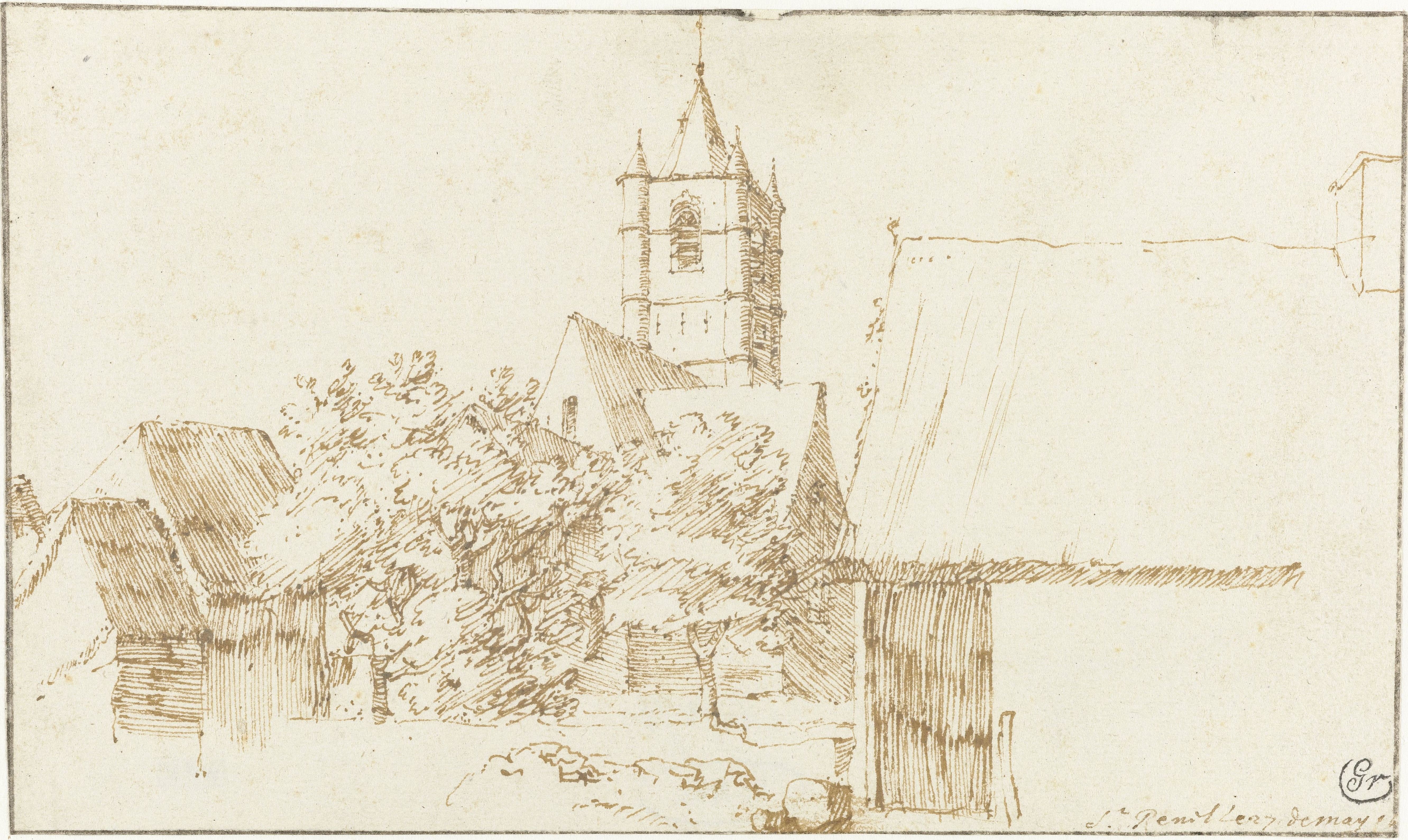
Saintes par Constantin Huygens, 1676.

Au centre de la charmante place du village se dresse l'église Sainte-Renelde, un superbe édifice gothique hennuyer datant du milieu du XVIe siècle. Sa tour massive, érigée dès 1553, porte le millésime gravé sur la clé de voûte. Certaines parties des murs, notamment ceux du chœur, sont encore plus anciennes et remontent à l'époque romane. La chapelle Sainte-Renelde, richement ornée et ajoutée au XVIIe siècle sur le flanc sud du chœur, conserve la châsse contenant les reliques de la sainte. L'intérieur du chœur a été entièrement rénové au XVIIIe siècle, tandis que la sacristie date de la même période. L'église de Saintes, lieu de pèlerinage toujours fréquenté, abrite un mobilier exceptionnel souvent lié au culte de la sainte patronne. Dans la chapelle Sainte-Renelde, on peut admirer la châsse (1811) ornée de statuettes en argent repoussé datant du XIVe siècle, ainsi qu'un retable de la fin du XVe ou début du XVIe siècle attribué aux ateliers Borman de Bruxelles, bien qu’il ait été partiellement endommagé par un vol. Une pièce rare, le tableau généalogique de Sainte-Renelde (1569), attire également l'attention. Au-dessus de la porte de la chapelle, une magnifique statue de sainte Renelde, datant d'environ 1500 et ayant la même origine que le retable, surplombe l'entrée. Un triptyque représentant une descente de croix, daté de 1600, récemment restauré, est désormais installé dans le bras nord du transept, face à l'autel de la Vierge. Enfin, au fond de l'église repose le char de procession de Sainte-Renelde, utilisé chaque année lors du Grand Tour de la Trinité pour promener la châsse,.

#### La place du village et l'Arbre de la Liberté

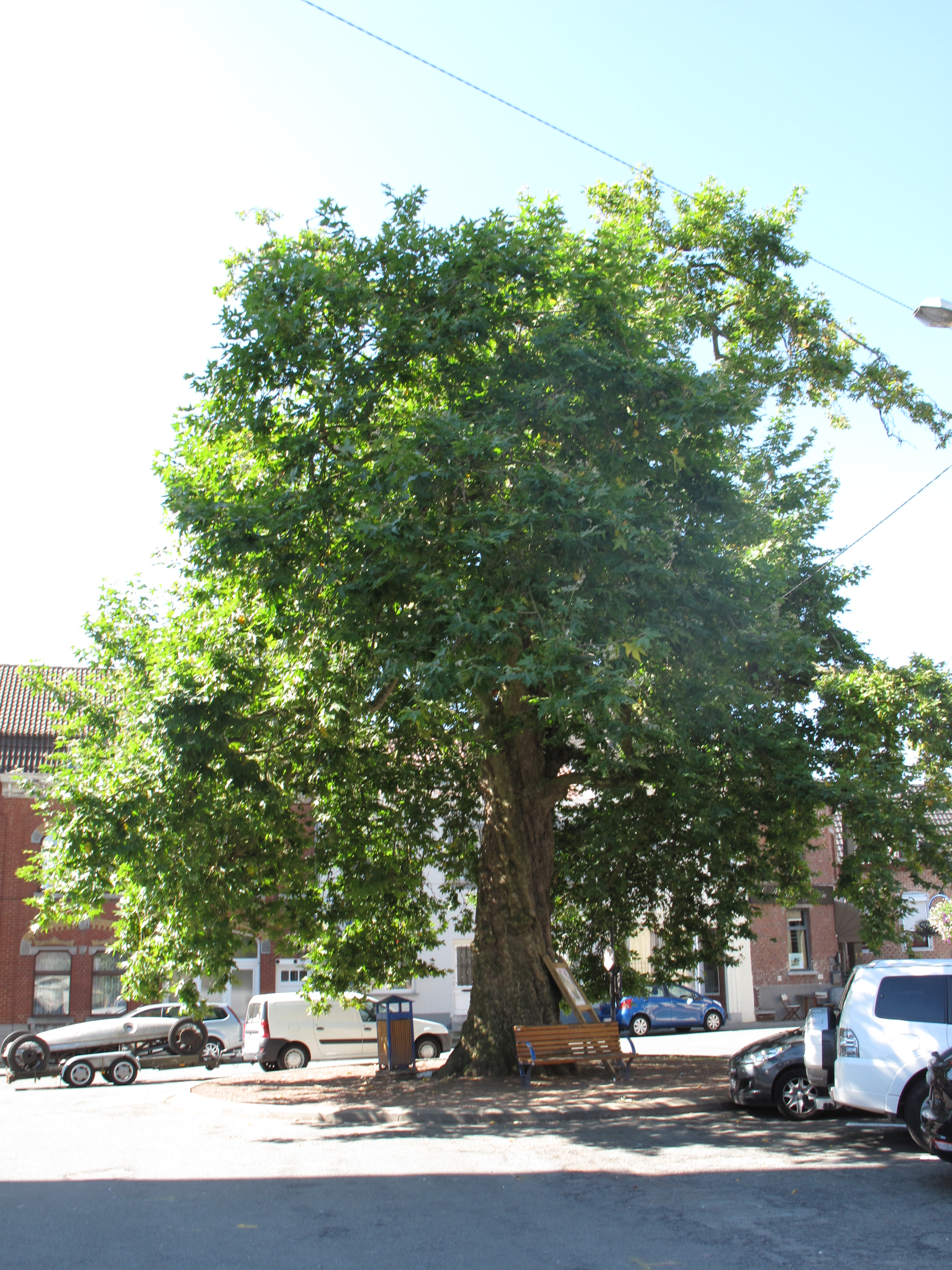
L'Arbre de la Liberté.

Sur la place, l'Arbre de la Liberté, un platane planté en 1830 par les volontaires Saintois ayant pris part à la révolution belge, commémore l'indépendance de notre pays. Cette année-là, un groupe de patriotes Saintois, mené selon la légende par Jean-Baptiste Fontaine, participa aux combats ayant conduit à la sécession et à l'indépendance des provinces du Sud du royaume uni des Pays-Bas. À leur retour, ces courageux Saintois décidèrent de marquer ces événements en plantant un platane sur la place du village, désormais connu sous le nom d'« Arbre de la Liberté ». Une anecdote raconte que dans la nuit suivant sa plantation, un orangiste, partisan de l'unité du royaume uni des Pays-Bas, aurait coupé la cime de l'arbre, sans pour autant empêcher son développement et son épanouissement. En reconnaissance des services rendus par les patriotes Saintois, le gouvernement belge offrit en 1831 un drapeau commémoratif à la Commune de Saintes, toujours conservé et restauré par le Musée de Tubize. Il orne aujourd'hui un mur de la salle des mariages de la Maison communale. La place du village, devenue plus tard un parking asphalté, a mis en péril cet arbre remarquable, mais un aménagement récent lui a redonné espoir alors qu'il dépérissait. Espérons qu'il continuera longtemps à symboliser ces événements historiques. Cet arbre exceptionnel a été classé Monument historique dès 1940.,.

#### Le Puits Sainte-Renelde

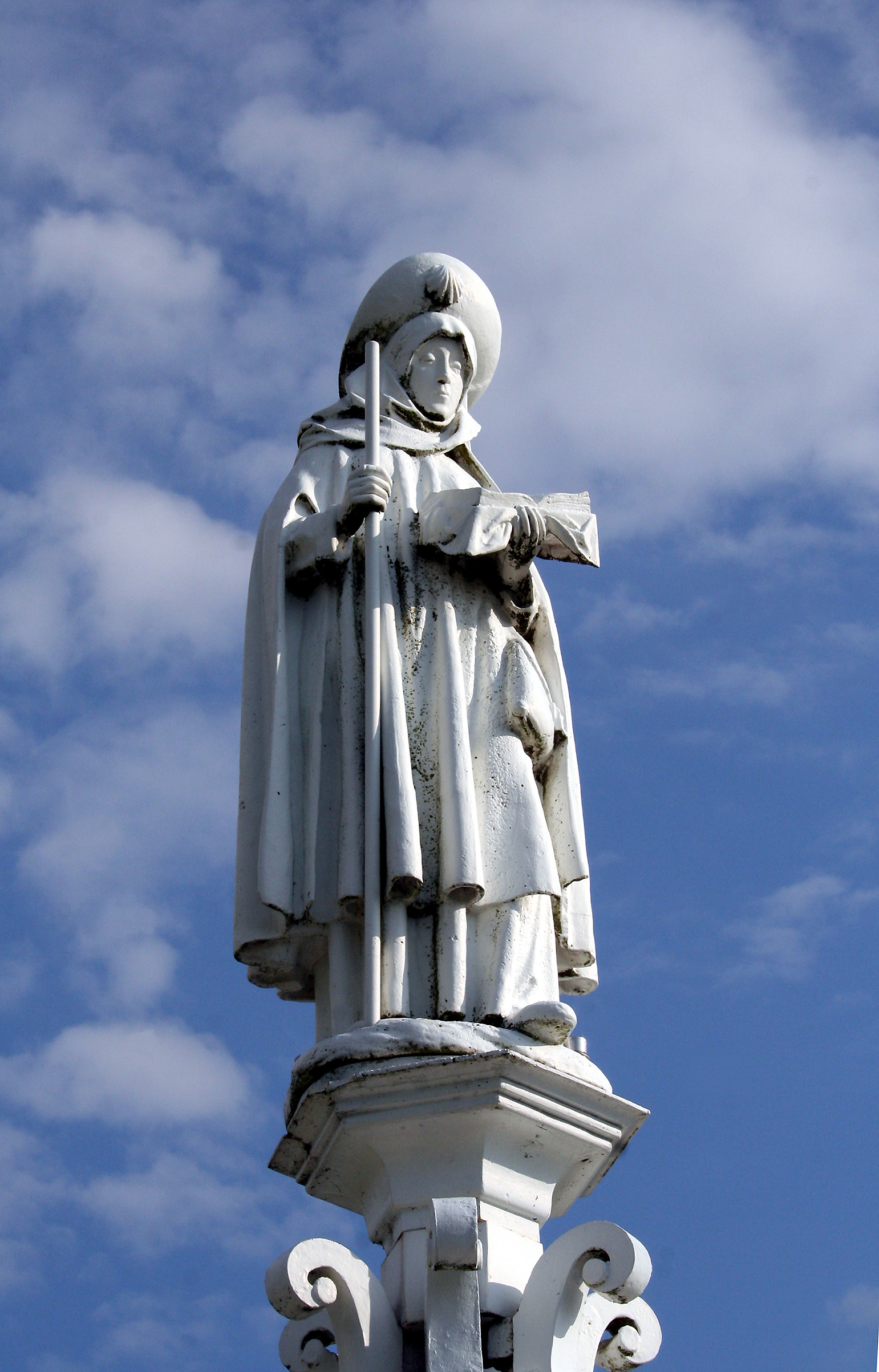
Statue de Sainte Renelde ornant le puits Sainte-Renelde (1861).

Le puits Sainte-Renelde, entouré par les fermes de Fournehaut et de Sainte-Renelde ou du Laubecq, était à l'origine une fontaine et demeure aujourd'hui le centre d'un pèlerinage thérapeutique très fréquenté. Il est surmonté d'une imposante structure en fonte du milieu du XIXe siècle, couronnée par la statue de Sainte-Renelde. Des fouilles archéologiques menées en 2000 ont révélé qu'il ne date probablement pas d'avant le XVIe siècle, mais qu'une fontaine plus ancienne aurait existé à quelques mètres de là. Ces structures, identifiées par sondage, n'ont pas encore été explorées. Restauré lors de ces recherches, le puits est désormais illuminé la nuit.

#### Les châteaux
Autrefois, le village de Saintes abritait plusieurs châteaux. Les deux plus anciens, datant du Moyen Âge, étaient ceux de Mussain et de Pont-à-Wisbecq. Ce dernier existe encore et se trouve au cœur du hameau de Wisbecq, autrefois rattaché à Saintes et désormais intégré à Rebecq après la fusion des communes. On peut également citer le château de Saintes, une résidence appelée communément le château de Poederlé. Certains documents historiques qualifient parfois de château le logis seigneurial de la cense de Ramelot. Enfin, les avoués de Saintes auraient probablement possédé au XIIe siècle une demeure fortifiée, aujourd’hui disparue..

##### La demeure fortifiée des avoués de Saintes
Les avoués de Saintes, premiers seigneurs de la région mentionnés dès la fin du XIe siècle, avaient reçu de l'abbaye de Lobbes une partie de l'ancien domaine de Saintes où ils avaient établi leur résidence. Il est très probable que cette résidence se trouvait près de l'actuelle ferme de Froyes. Au cours de la seconde moitié du XIIe siècle, Gillard de Saintes, alors avoué, fut soumis à un règlement imposé par l'abbaye de Lobbes, soutenue par le comte de Hainaut, qui cherchait à affirmer son autorité sur Saintes et ses environs. Ce règlement interdisait à l'avoué de fortifier sa demeure située dans le domaine lobbain de Saintes, comme le précise le texte de 1173, il semble que celle-ci était déjà bordée d'un fossé rempli d'eau, censé disparaître selon les termes de l'accord. Les premiers seigneurs de Saintes possédaient ainsi, au cœur du domaine saintois, une maison fortifiée, probablement un simple site entouré d'eau et d'une palissade, première étape vers un château plus imposant. Si le règlement d'avouerie a eu un impact limité sur la restriction des droits seigneuriaux de l'avoué, il paraît avoir été plus efficace pour l'évolution de l'habitat des seigneurs locaux. Cette ébauche de fortification n'a pas connu de développement ultérieur et n'a pas conduit à la création d'un château, contrairement à ce qui s'est produit à Mussain et à Pont-à-Wisbecq.

##### Ramelot, simple logis seigneurial ou véritable château?
La ferme de Ramelot se trouvait au cœur d'une modeste seigneurie dépendant de la Neuve Rue à Nivelles. Les seigneurs de Ramelot y avaient construit un logis que l'on peut considérer comme une maison-forte. Selon les Albums de Croy pour Saintes (vers 1600), un peu à l'est du village, on trouvait un ensemble comprenant des bâtiments agricoles en matériaux périssables, une construction en moellons ressemblant à une ancienne tour ronde, et un édifice rectangulaire ou carré, probablement une tour plus récente, en briques. Les cartes du XVIIIe siècle (Naudin, Villaret, chevalier de Beaurain, Ferraris) montrent toutes un logis seigneurial entouré de fossés remplis d'eau, parfois mentionné comme le "château de Ramelot". Cette appellation, probablement exagérée, désignait simplement un logis seigneurial. L'édifice en briques semble être le cœur du logis, remanié et agrandi au XVIIIe siècle, dont les dernières traces étaient encore visibles avant la récente rénovation de la ferme. On peut donc imaginer que le site de Ramelot abritait autrefois une tour de chevaliers, un de ces "donjons" prisés par la petite noblesse rurale. Cette tour de pierre existait encore mais était déjà abandonnée vers 1600. Elle avait été remplacée par une demeure en briques plus confortable, encore typologiquement proche de la tour, entourée d'eau, lui conférant un aspect de maison-forte. Au XVIIIe siècle, les bâtiments agricoles en matériaux périssables furent remplacés par des dépendances en briques, le logis du XVIe siècle intégré dans une habitation plus vaste, et les fossés comblés.

##### Le château de Mussain et son parc
En descendant la rue de la Station, on peut voir, de l’autre côté du chemin de fer, le parc du château de Mussain. Autrefois, un château médiéval se dressait à cet endroit, remplacé au XVIIIe siècle par un château résidentiel, lui-même démoli après la Seconde Guerre mondiale. Les bâtiments de la ferme castrale, eux, ont été préservés et transformés en une habitation élégante.
À l'origine du château se trouvait une motte entourée d'eau. À la fin du XIIe siècle, un lignage de chevaliers, les Mussain, s'était solidement établi au nord du village de Saintes, sur l'un de ses alleux. Ils y avaient construit une motte entourée d'eau, encore mentionnée dans un dénombrement de fief en 1506. Il est probable qu'une basse-cour, peut-être aussi entourée de fossés ou de palissades, complétait l'ensemble. Dans les Albums de Croÿ (vers 1600), on voit encore un habitat seigneurial fortifié d'aspect ancien, avec une tour à une extrémité, typique des tours seigneuriales des XIIIe ou XIVe siècles. Le château médiéval semble avoir été abandonné tardivement, au cours du XVIIIe siècle. En tout cas, le vieux château ne fut démoli qu'après 1745-1748, puisqu'il figure encore sur la carte de Villaret (levés gravés par le chevalier de Beaurain), mais avant 1771-1778, où c'est déjà le château résidentiel néoclassique qui apparaît sur la carte de Ferraris. Cet édifice du XVIIIe siècle, connu à travers diverses cartes postales, n'existe plus aujourd'hui, ayant été démoli après la Seconde Guerre mondiale.

##### Le château, dit de Poederlé
Les seigneurs de Saintes, étrangers au village depuis le XIVe siècle, n'y construisirent pas de château avant la seconde moitié du XVIIe siècle. Hélène-Robertine van Maele, dite de Malinez, dame de Saintes, acheta des terres près de l'église du village pour y bâtir un château de plaisance et une ferme attenante. Un plan de ce premier château, daté de 1662, a été conservé. Cet édifice fut probablement remplacé au XVIIIe siècle par le noyau du château actuel, sous l'initiative des Olmen de Poederlé, nouveaux seigneurs de Saintes. Le bâtiment fut encore modifié, semble-t-il, après 1920. Situé au cœur d'un parc arboré, le château actuel est une gentilhommière de style néoclassique. Le dernier seigneur de Saintes, Eugène d'Olmen de Poederlé, botaniste de renommée européenne en son temps, y acclimata de nombreuses espèces d'arbres inconnues jusque-là dans le pays. Il y réalisa également les premières mesures météorologiques du pays,.

#### Le moulin à vent[10]

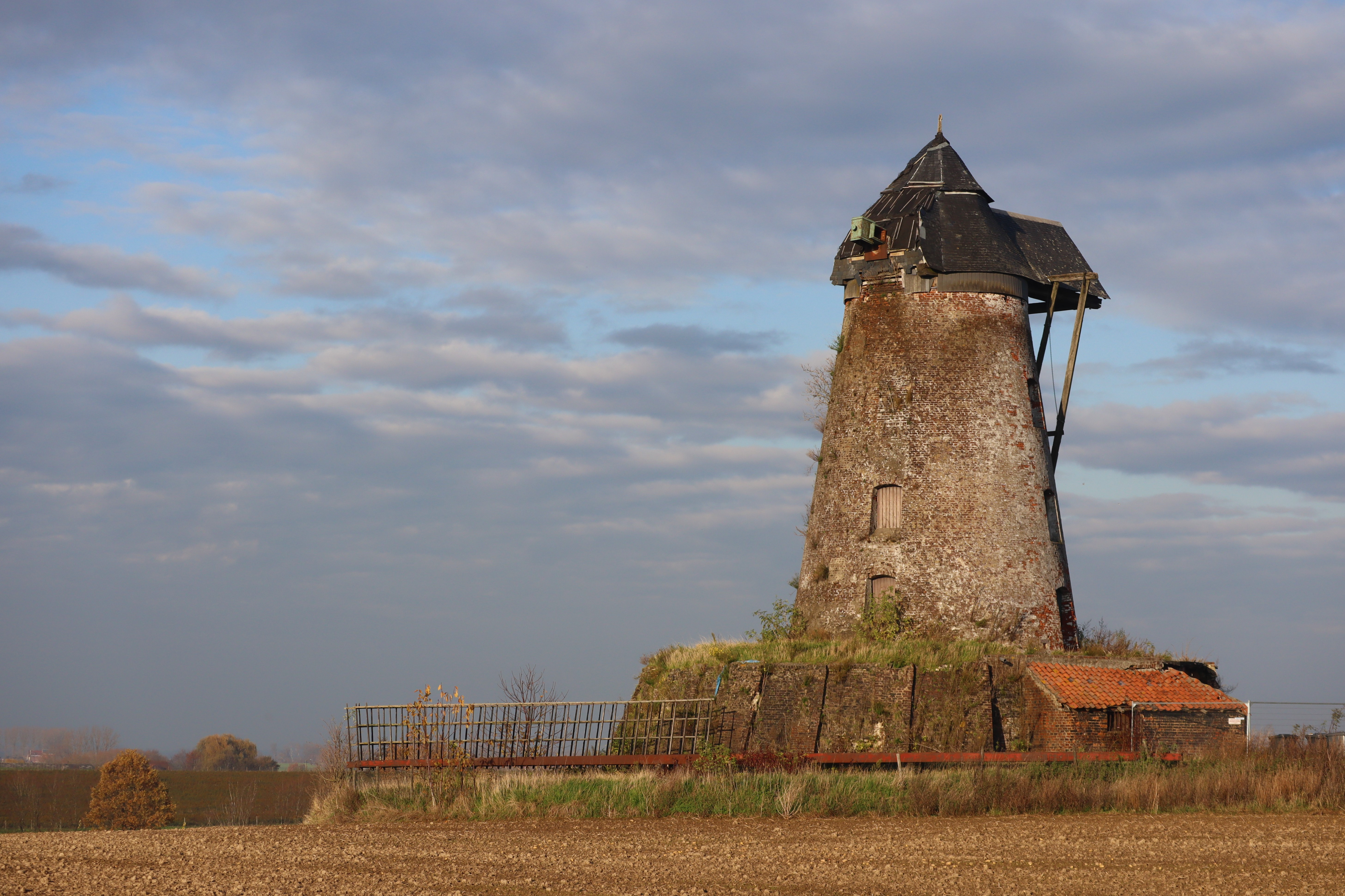
Moulin de Hondzocht en 2020.

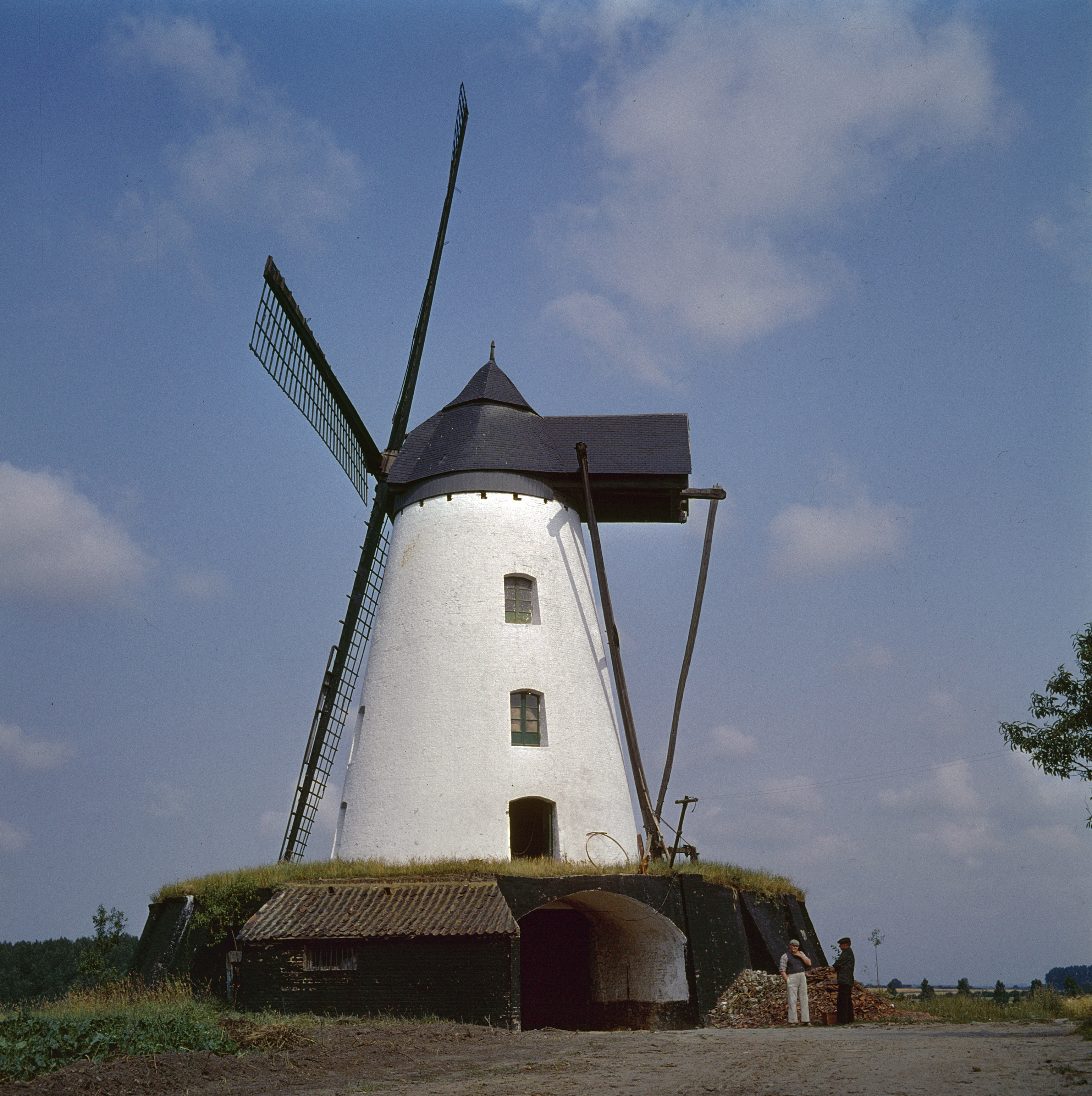
Moulin de Hondzocht en 1961.

Le long de la chaussée, sur la gauche en allant d’Enghien vers Hal, le moulin à vent de Saintes, aussi connu sous le nom de moulin de Hondzocht, se tient encore fièrement. Contrairement à ce qui est parfois affirmé, sa construction ne date pas d'avant 1775. Cela reste cependant un magnifique exemple de moulin en brique sur tertre avec une calotte tournante et un mécanisme d'origine entièrement préservé, Après avoir produit de la farine pendant 200 ans, une restauration complète a été entreprise afin de reprendre la mouture et d'accueillir les collections rurales du musée communal de Tubize. En novembre 2023, après une restauration réalisée par des spécialistes aux Pays-Bas, le toit de plusieurs tonnes est remis en place sur son socle, sous les yeux des riverains.

#### Les fermes anciennes
Le village de Saintes est demeuré principalement agricole jusqu'à la deuxième moitié du . Cela explique le grand nombre de fermes encore en activité ou dont les bâtiments ont été préservés.

##### La ferme du Laubecq ou de sainte Renelde
Saintes faisait autrefois partie du comté de Hainaut, partagé entre plusieurs seigneuries. La principale seigneurie foncière appartenait à l'abbaye Saint-Pierre de Lobbes et couvrait environ 60 % du territoire. La ferme du Laubecq, aussi appelée ferme de Sainte Renelde, en était le centre. Aujourd'hui encore, elle se dresse fièrement parmi les prairies et champs, près du puits miraculeux de Sainte-Renelde. Avant la construction d'un château dans la région au XVIIe siècle, le seigneur de Saintes ou son bailli y rendait la justice lors des plaids généraux, et les redevances dues à l'abbaye y étaient également réglées. Cette ferme imposante, la plus ancienne de l'entité, est organisée autour d'une cour rectangulaire pavée entourée de bâtiments en briques, arkose et calcaire, coiffés de toits en tuiles. Les parties les plus anciennes remontent au XVIe siècle, bien que des modifications aient été faites aux siècles suivants. La grange en long, construite en moellons d'arkose, date du XVIe siècle et a été partiellement restaurée en briques en 1743. Le corps de logis, divisé en trois parties distinctes, possède des soubassements en moellons d'arkose datant du XVIe siècle, surélevés de briques au XVIIIe siècle. La partie centrale, datant des XVIe et XVIIe siècles, a été remaniée au XIXe siècle. Elle comprend deux niveaux, avec une verticalité marquée rappelant les donjons médiévaux, soulignant ainsi une fonction symbolique. Il est probable que cette "tour" servait de logement au seigneur de Saintes, à l'abbé de Lobbes ou à leurs représentants lors de leurs séjours.

##### La Basse-Cour du Château de Saintes
Les seigneurs haut-justiciers de Saintes possédaient une grosse exploitation agricole dans la localité jusqu'au XIVe siècle (la ferme de Froyes). Par la suite, la seigneurie passa aux mains de seigneurs qui ne résidaient plus à Saintes. Leur domaine foncier fut transformé en tenures qui furent cédées en mainferme à des paysans moyennant redevances seigneuriales. Il fallut attendre le XVIIe siècle pour que Héléne-Robertine van Male dite Malinez, dame de Saintes, ne décide de construire un château à Saintes (à l'emplacement de l'actuel château dit de Poederlé). Elle construisit également une Basse-cour à proximité immédiate de son château. Cette ferme existe toujours, mais son état actuel est bien postérieur et n'offre qu'un modeste intérêt architectural. Les seigneurs de Saintes possédaient également une autre petite ferme, la ferme du Tiembecq, aujourd'hui disparue.

##### La Basse-Cour de Mussain
La seigneurie de Mussain, située dans la partie nord de la paroisse, comptait également un château et une Basse-cour. Le château, autrefois situé au milieu d'un vaste parc, a aujourd'hui disparu, mais la ferme datant du XVIIIe siècle, malgré de profonds remaniement aux XIXe et XXe siècles, existe toujours. Certaines dépendances ont en effet été transformées en une confortable habitation. La remarquable grange en long sous bâtière à croupettes a été préservée.

##### La ferme de Herbecq
Plus au nord encore, la ferme de Herbecq, centre de l'ancienne seigneurie du même nom, jadis propriété de l'abbaye de Ninove, se détache, isolée parmi les champs. Cette ferme en quadrilatère date des XVIIIe et XIXe siècles et a fait l'objet récemment d'une profonde rénovation. Les bâtiments sont en briques et calcaire sous bâtières de tuiles disposés autour d'une cour trapézoïdale pavée. La grange est datée de 1791. Ses pignons ont été abaissés au XIXe siècle. L'ancien chartil, daté de 1752, a été fortement remanié et aménagé en habitation. L'ancien corps de logis se présente en deux parties principalement du XIXe siècle. La partie droite est constituée d'un haut logis de deux niveaux et demi présentant un volume du XVIIIe siècle retravaillé en 1830. Ici également, la fonction symbolique de cette "tour" est évidente : elle rappelle qu'il s'agit d'une ferme d'abbaye, centre d'une seigneurie. Sous l'Ancien Régime, cette exploitation était la plus vaste de toute la paroisse.

##### La ferme de Ramelot ou de Landas
À proximité de la Chaussée d'Enghien, logée dans un petit vallon, on aperçoit la ferme de Ramelot, souvent appelée ferme de Landas du nom des derniers seigneurs qui l'habitèrent à la fin de l'Ancien Régime. C'était le centre de la petite seigneurie foncière de Ramelot qui relevait de la Neuve Rue à Nivelles. Jadis, il y avait là un château ou plutôt une tour-donjon entourée d'eau et des bâtiments de ferme. Dans la seconde moitié du XVIIIe siècle, les anciens bâtiments d'exploitation furent remplacés par l'imposant quadrilatère que nous connaissons et qui groupe autour d'une cour carrée des bâtiments de brique blanchies et calcaire sous bâtières de tuiles. Le logis de plan en L est d'allure hennuyère. La façade N-O ne comptait à l'origine qu'un seul niveau qui fut exhaussé d'un demi niveau au milieu du XIXe siècle. La façade S-O est plus ancienne et constitue vraisemblablement le seul vestige de l'ancien complexe. Son allure générale fait penser qu'il s'agit de la tour entourée d'eau qui existait dans la première moitié du XVIIIe siècle (bien visible sur une ancienne carte). Elle daterait de la fin du XVIIe siècle ou du début du XVIIIe siècle avec remaniement dans la seconde moitié du XVIIIe siècle. Les soubassements en moellon d'arkose et de calcaire sont antérieurs. Aujourd'hui dans un triste état, cette magnifique ferme est noyée au milieu d'un zonig industriel.
Les grosses fermes seigneuriales ne sont pas les seules à s'être maintenues dans le paysage. Plusieurs autres fermes en quadrilatère seraient également à mentionner. Certaines datent, du moins en partie, du XVIIIe siècle, mais les plus imposantes, celles qui offrent un véritable plan quadrilatère en ordre serré, ont été bâties au XIXe siècle.

##### La ferme du Humbier
La ferme du Humbier, située à la sortie du village le long de la chaussée d'Enghien, date des XVIIIe et XIXe siècles. Son corps de logis ne compte qu'un seul niveau et sa grange en long a récemment été fort abaissée. Jadis elle appartenait à l'hôpital Saint-Nicolas d'Enghien.

##### La ferme de Fournehaut ou ferme de la Brasserie de la Fontaine
La ferme et la Brasserie de la Fontaine, située face au puits Sainte-Renelde, vis-à-vis de la ferme du Laubecq, est une ferme en quadrilatère élevée aux XVIIIe et XIXe siècles autour d'une cour rectangulaire pavée. Elle fut aménagée en brasserie en 1912. L'imposante grange en long en moellon d'arkose date probablement du XVIIIe siècle. Vers 1912, elle fut exhaussée et agrandie en briques côté rue et surmontée d'une bâtière de tuiles à croupettes. Sous l'Ancien Régime, cette ferme s'appelait la ferme de Fournehaut. Elle brûla en grande partie au XVIIIe siècle. Une petite carrière de pierre, encore exploitée au XVIIIe siècle, faisait partie de la vaste parcelle sur laquelle fut construit l'édifice.

##### La ferme de Froyes
À proximité de l'autoroute et maintenant du TGV, se dresse un beau quadrilatère en ordre serré jadis isolée dans les champs. Cette ferme est entièrement homogène et a été bâtie en 1856 à proximité de l'emplacement primitif de la ferme de Froye dont elle a repris le nom. La ferme de Froye, qui est déjà mentionnée au Moyen Âge, pourrait bien avoir été le centre de l'antique domaine foncier des seigneurs de Saintes.

##### La ferme de Quenestine
La ferme de Quenestine, également du XIXe siècle, offre ici aussi un bel exemple de quadrilatère en ordre serré tout à fait homogène.

##### La ferme de Mont-à-Saintes
Enfin, mentionnons la ferme de Mont-a-Saintes dont les premières mentions remontent au Moyen Âge. Au XIIIe siècle, cette exploitation était tenue en fief de l'abbaye de Lobbes par une famille de chevaliers qui en avaient pris le nom. Construite sur une hauteur dominant la campagne environnante, la ferme actuelle date des XVIIIe et XIXe siècles.

### Culture et folklore

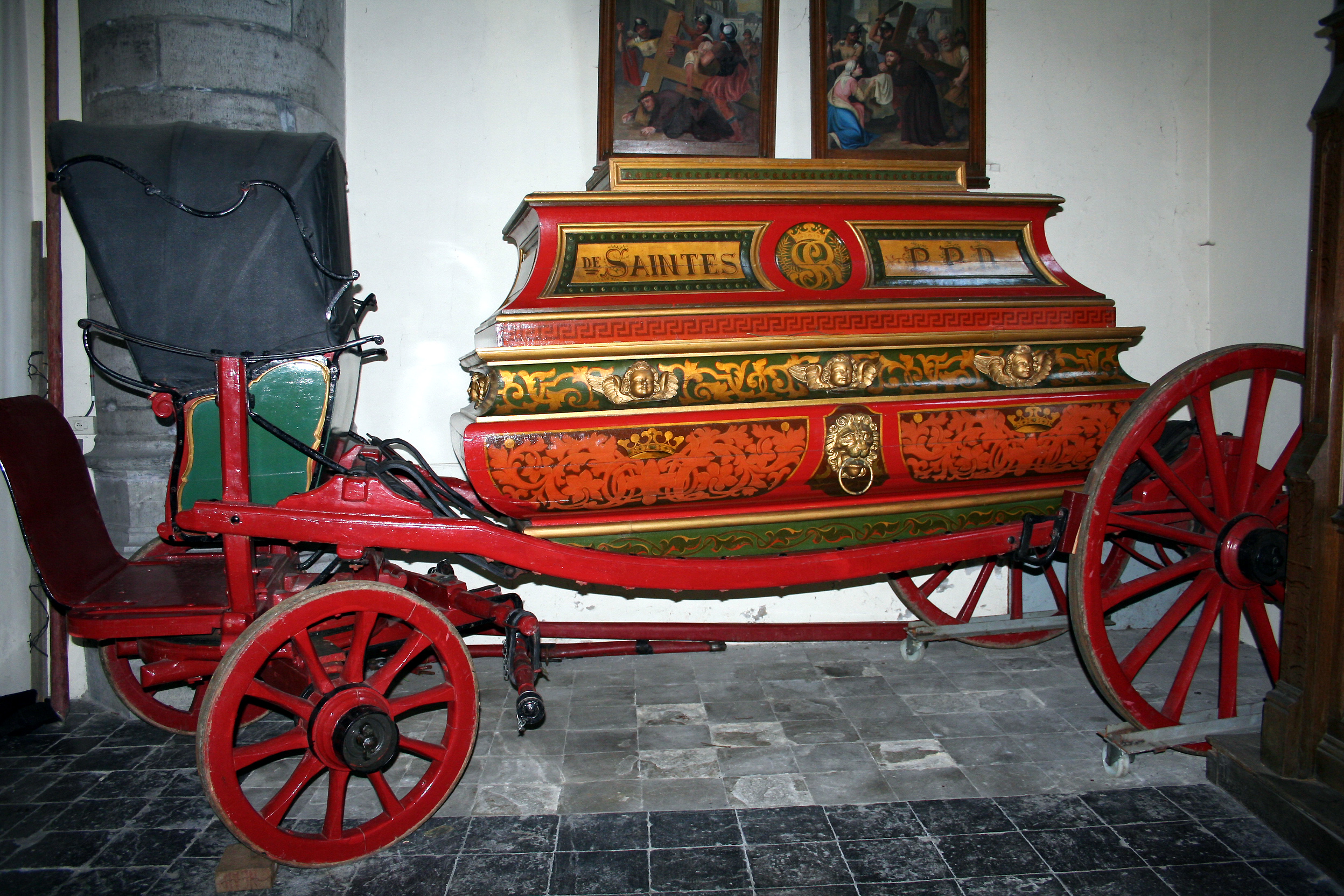
Le char processionnel de la châsse de Sainte-Renelde (XVIIe siècle).

#### Théâtre
Espace Marionnettes de Tubize,.

#### Festivités et traditions
Le Tour Sainte-Renelde est une procession à cheval d'une trentaine de kilomètres existant au moins depuis le XIVe siècle et se déroulant le dimanche de la Trinité. Il est repris parmi les chefs-d’œuvre du Patrimoine oral et immatériel de la Fédération Wallonie-Bruxelles.

## Enseignement
École des Sacré-Cœur, rue de la Cure, école Arc-en-ciel à Saintes.

## Lieux publics
Cimetière de Saintes, rue de la Cure. Construit en 1889 en remplacement de celui autour de l'église puis le second cimetière.

## Économie
La plupart des entreprises et de sociétés sont situées dans le zoning de Saintes.
- Van Mieghem Logistics (société de transport routier)[23].
- SDIL (Sports Direct International Logistics)[24].
- Stef Belgique (logistics)[25].
- Eurover (vitrerie, miroiterie)[26].
- Telavox-Benelux/France (opérateur de téléphone)[27].
- FIB Belgium (fabricant)[28].
- Franki Foundations Belgium SA (entrepreneur d'engins de chantier)[29].
- Fondedile Belgium[30].
- Ton Jardinier Tubize (entreprise de jardinier)[31].
- ADRIA Tec (service de location d'équipement de construction)[32].
- Bhb Windows (menuiserie qui fabrique des châssis, volets et portes en pvc, alu et bois)[33].
- Rösler Benelux (ingénieur mécanicien)[34].
- Belgian Sweets Design (magasin d'articles d'emballage)[35].
- Tapeservices (service de comptabilité)[36].
- MS Professional Team (service de nettoyage et d'entretien)[37].
- Carlier bvba-sprl (fabrication d'aliments)[38].
- Tartes & Quiches (producteur agroalimentaire)[39].

### Transport

#### Bus
| Ligne n° | Terminus                                   | Jours de service           | Remarque |
| -------- | ------------------------------------------ | -------------------------- | --- |
| 471      | Sint-Pieters-Kapelle-Enghien/Edingen-Halle | Lu, Ma, Me, Je, Ve, Sa, Di | La ligne 471 de bus (Halle Station-Perron 8-Enghien Gare) a 28 arrêts au départ de Halle Station-Perron 8 et se termine à Enghien Gare.                                            |
| 472      | Enghien/Edingen-Tubize                     | Lu, Ma, Me, Je, Ve         | La ligne 472 de bus (Rebecq Gare-Bierghes Rue De La Station (Route de Quenast)) a 9 arrêts au départ de Rebecq Gare et se termine à Bierghes Rue de La Station (Route de Quenast). |

#### Train
Le village est traversé par la ligne 94, de Hal à Tournai (frontière), composée de différents tronçons de lignes inaugurés en 1842, 1847, 1865, 1866 et 1985. Lors de la mise en service de la section de Hal à Ath le 16 janvier 1866 est ouverte la gare de Saintes. Saintes fait partie des arrêts de la ligne 94 fermés en 1984-1985 au même titre que Beert-Bellingen, Bierghes, Marcq, Bassilly, Silly (ancien emplacement), Hellebecq, Ghislenghien, Meslin-l'Évêque, Isières, Lanquesaint, Villers-Notre-Dame, Ligne, Chapelle-à-Wattines, Pipaix, Barry-Maulde, Havinnes, Havinnes-Village et Blandain. Depuis la fermeture des gares intermédiaires et l'arrêt des dessertes omnibus, les gares les plus proches sont Hal et Enghien.

## Sports et vie associative

### Sports

#### Club
- Royale Alliance Sportive Saintoise[42].

#### Infrastructure
Terrains de football du Royale Alliance Sportive Saintoise, rue du Radoux.